# آلن بروتون
آلن بروتون (به فرانسوی: Alain Breton) شاعر، منتقد ادبی و ویراستار قرن بیستم میلادی اهل فرانسه است.